# Jørn Bjerregaard
Jørn Bjerregaard (Vejle, 19 gennaio 1943) è un ex calciatore danese, di ruolo attaccante.

## Palmarès

### Giocatore

#### Competizioni nazionali
- Coppa di Danimarca: 1

Aarhus: 1965
- Campionato austriaco: 2

Rapid Vienna: 1966-1967, 1967-1968
- Coppa d'Austria: 3

Rapid Vienna: 1967-1968, 1968-1969, 1971-1972